# Liste von Seen in Deutschland/N
| Name                         | Stadt/Landkreis/Gemeinde | Land                   | Fläche in km² |
| ---------------------------- | ------------------------ | ---------------------- | ------------- |
| Nagoldtalsperre              | Grömbach, Seewald        | Baden-Württemberg      | 0,3974        |
| Natelsheidesee               | Wedemark                 | Niedersachsen          | 0,02          |
| Naunhofer Seen               | Naunhof                  | Sachsen                | 1,1           |
| Neckarursprung               | Villingen-Schwenningen   | Baden-Württemberg      |               |
| Nebelsee                     | Lärz                     | Mecklenburg-Vorpommern | 1,51          |
| Neffelsee                    | Zülpich                  | Nordrhein-Westfalen    | 0,65          |
| Nehmitzsee                   | Rheinsberg               | Brandenburg            | 1,61          |
| Nesthauser See               | Paderborn                | Nordrhein-Westfalen    |               |
| Nettebruch                   | Nettetal                 | Nordrhein-Westfalen    | 0,132         |
| Netzener See                 | Kloster Lehnin           | Brandenburg            |               |
| Neuendorfer See              | Berlin                   | Berlin                 |               |
| Neuendorfer See              | Am Mellensee             | Brandenburg            | 0,6           |
| Neuendorfer See              | Unterspreewald           | Brandenburg            | 2,97          |
| Neuklostersee                | Neukloster               | Mecklenburg-Vorpommern | 2,99          |
| Neumühler See                | Schwerin                 | Mecklenburg-Vorpommern | 1,72          |
| Neurather See                | Grevenbroich             | Nordrhein-Westfalen    | 0,132         |
| Neustädter See (Mecklenburg) | Neustadt-Glewe           | Mecklenburg-Vorpommern | 1,29          |
| Neustädter See               | Magdeburg                | Sachsen-Anhalt         | 0,6           |
| Neyetalsperre                | Wipperfürth              | Nordrhein-Westfalen    | 0,68          |
| Nieder Neuendorfer See       | Berlin, Hennigsdorf      | Berlin, Brandenburg    |               |
| Niedersonthofener See        | Immenstadt               | Bayern                 | 1,35          |
| Nierssee                     | Willich                  | Nordrhein-Westfalen    |               |
| Nikolassee                   | Berlin                   | Berlin                 | 0,056         |
| Nonnenmattweiher             | Süd-Schwarzwald          | Baden-Württemberg      | 0,708         |
| Noswendeler See              | Wadern                   | Saarland               | 0,066         |
| Nymphensee                   | Brieselang               | Brandenburg            |               |